# Flerden
Flerden é uma comuna da Suíça, no Cantão Grisões, com cerca de 173 habitantes. Estende-se por uma área de 6,06 km², de densidade populacional de 29 hab/km². Confina com as seguintes comunas: Masein, Portein, Safien, Tschappina, Urmein.
A língua oficial nesta comuna é o Alemão.